# Cyrograf dojrzałości
Cyrograf dojrzałości – polski film fabularny w reżyserii Jana Łomnickiego z 1967 (premiera miała miejsce trzy lata później).
Scenariusz przygotował Jerzy Krzysztoń na podstawie własnego opowiadania pod tym samym tytułem, którego było częścią zbioru Złote gody z 1964.
Za plenery posłużyły Sulejówek i Piotrków Trybunalski. Śpiew w ścieżce dźwiękowej wykonała Wanda Warska (żona kompozytora muzyki, Andrzeja Kurylewicza).

## Fabuła
Głównym bohaterem filmu jest Wiktor z niewielkiego miasta, który właśnie zdał egzamin dojrzałości i skończył 18 lat. Świeżo upieczony maturzysta odczuwa swobodę po zakończeniu nauki i ma zamiar zaznać rozrywki, jednak do tego celu potrzebuje pieniędzy, a mianowicie kwotę 50 złotych. Ojciec odmawia udzielenia mu takiej sumy, zachęcając go do pracy, więc syn wychodzi na miasto szukając źródła. Jego zuchwałość, dobry nastrój, odważne plany i marzenia na przyszłość przeplatają się z refleksyjną obserwacją świata i rozczarowaniem ludźmi. Niezależnie od tego zasadą Wiktora pozostaje honorowość.

## Obsada
- Jan Englert – Wiktor Lewicki
- Aleksander Fogiel – stolarz Lewicki, ojciec Wiktora
- Wacław Kowalski – nauczyciel Wiktora
- Bohdana Majda – Danuta, żona nauczyciela Wiktora
- Jadwiga Andrzejewska – kwiaciarka przy cmentarzu
- Zdzisław Maklakiewicz – fryzjer Franek
- Krystyna Borowicz – żona fryzjera Franka
- Ewa Lefik – Basia, koleżanka Wiktora
- Barbara Sołtysik – uczennica zegarmistrza
- Lena Wilczyńska – kobieta na dworcu
- Zofia Wilczyńska – sąsiadka Lewickich
- Leonard Andrzejewski – pan Wicek, sprzedawca piwa na dworcu
- Bolesław Bolkowski – reżyser na planie filmu
- Arkadiusz Orłowski – pan Arek, kierownik produkcji filmu
- Janusz Bylczyński – ksiądz
- Janusz Gajos – aktor Janek
- Andrzej Krasicki – barman
- Czesław Piaskowski –  żebrak udający niewidomego
- Maciej Rayzacher – kolega Wiktora ćwiczący chodzenie na rękach
- Tadeusz Pluciński – kierowca
- Edward Radulski – aktor Radulski na planie filmu

Dubbing
- Janina Borońska jako Basia, koleżanka Wiktora (rola Ewy Lefik)
- Marek Piwowski jako pan Arek, kierownik produkcji filmu (rola Arkadiusza Orłowskiego)